# La Argentina (1816)
La Argentina fue una fragata de la Armada Argentina que participó en la Guerra de Independencia Argentina, previamente fue conocida como Consecuencia mientras permanecía en manos realistas, luego de su captura por parte de los patriotas participó en la expedición de Hipólito Bouchard (1817-1818) donde recorrió todo el mundo. Finalmente, participó en la Expedición Libertadora del Perú.

## Historia
La fragata española Consecuencia fue capturada por los corsarios rioplatenses Hércules y Halcón el 28 de enero de 1816 frente a las costas del Perú, cuando se dirigía desde Cádiz (de donde había partido el 11 de octubre de 1815) rumbo a El Callao, en el curso de la expedición corsaria al mando de Guillermo Brown. 
Desplazaba 464 toneladas y tenía 40 metros de eslora, 28 de quilla, 6,25 metros de manga, 4,85 de puntal y 2,10 metros de calado medio. 
Tras participar en el bloqueo de El Callao y en el ataque a Guayaquil, fue asignada por Brown a Hipólito Bouchard junto al pailebote Carmen al decidir este marino regresar a Buenos Aires. Tras cruzar el Cabo de Hornos arribó a la ciudad de Buenos Aires el 18 de junio de 1816.
Renombrada La Argentina, fue armada en corso por el doctor Vicente Anastasio Echevarría y capitaneada por Bouchard. Fueron montados 18 cañones de a 8 libras, 16 carronadas de a 12 libras, 7 de a 6 libras, 6 pedreros de a 1 libras, 6 esmeriles, así como dos hornillos de bala roja.
Las irregularidades en la rendición de cuentas de Bouchard por los resultados del corso finalizado demoraron la partida. El 25 de junio de 1817 el gobierno emitió la patente de corso N° 116. El día 26 un motín terminó con dos sublevados muertos y varios heridos. Finalmente La Argentina zarpó el 27 de junio de 1817, al mando de Bouchard. 
Sus oficiales, a quienes se impuso el uso del uniforme de la marina, eran Nathan Sommers (segundo capitán), los primeros tenientes Guillermo Sheppard, Colverto Thompson, Daniel Oliver, Guillermo Mills, Miguel Burgués y Luis Greissac (o Crassak) el teniente de infantería José María Píriz al mando de la tropa, los cabos de presa Juan Arhens, Carlos Douglas y Martín Van Burgen, el cirujano Bernardo Copacabana, los pilotines Tomás Espora, Juan Agustín Merlo y Andrés Gómez. Agustín Merlo y su hermano Cayetano Merlo, quien también viajaba eran cuñados de Bouchard. También era parte de la expedición Jaime Harris, quien se destacaría en la Guerra del Brasil. La tripulación era de 180 hombres en total. 

### Expedición de Bouchard
La Expedición corsaria de Bouchard alrededor del mundo que siguió fue una de las más destacadas de la guerra, aunque terminó resultando un desastre financiero para Bouchard y sus promotores. En un largo viaje en el que sólo le faltó cruzar desde Chile hasta Argentina para completar la vuelta al mundo, entre otras acciones combatió buques negreros en Madagascar, piratas en el estrecho de Macasar, bloqueó Manila, capital de la Capitanía General de las Filipinas, recapturó la corbeta corsaria Chacabuco (ex Santa Rosa) en Hawái, obtuvo el reconocimiento de su rey a la independencia argentina, atacó la ciudad de Monterrey (California) en California, en cuyo fuerte fue enarbolada la bandera de la Argentina el 24 de noviembre de 1818, y la Misión de San Juan Capistrano y atacó el puerto de El Realejo.
Finalizada la campaña y disponiéndose a regresar a Buenos Aires, al fondear frente a Valparaíso, en la noche del 13 al 14 de julio de 1819 fue tomada ilegalmente junto a sus tres presas por el capitán Wilkinson a las órdenes del almirante Lord Thomas Cochrane, al servicio de Chile. 
Mientras se tramitaban morosamente los reclamos correspondientes, Cochrane hizo retirar toda su artillería excepto las piezas usadas como lastre y robó la carga producto del corso, los víveres, repuestos, armas y lo de algún valor que se encontraba a bordo.
Las demoras movieron a Tomás Guido a plantear al general José de San Martín el 7 de agosto de 1819 la necesidad de lograr la liberación de la Argentina, la corbeta Chacabuco y dos naves menores detenidas con ellas, la goleta Teodora (ex María Sofía) y el lugre General Rondeau (ex Neptuno), por justicia y para proteger el Río de la Plata de la gran expedición española que se esperaba arribase en poco tiempo. 
Exasperados ante la situación, un piquete de soldados al mando del coronel Mariano Necochea del Regimiento de Granaderos a Caballo, al cual Bouchard había pertenecido, retomó por la fuerza la nave y volvió a izar la bandera argentina. A fines de septiembre La Argentina  fue devuelta a Bouchard pero no así carga y armamento y desde octubre Tomás Espora empezó a alistar la nave y la Chacabuco. Recién el 9 de diciembre de 1819 la Comisión encargada de resolver el conflicto ordenó devolver las naves. 
A fin de resarcir parcialmente a los armadores se cargó la fragata y sus presas menores con arcilla especial destinada a los moldes de fundición de cañones del Parque de Artillería de Buenos Aires. Si bien la goleta y el lugre pudieron llegar a Buenos Aires con su carga, La Argentina, para la cual el 4 de enero de 1820 Vicente Anastasio Echevarría había ya obtenido una nueva patente de corso (N° 222), debió descargarse y bajo su antiguo nombre de Consecuencia, reartillada con 20 cañones en octubre de 1820 fue fletada por la escuadra de la Expedición Libertadora del Perú como transporte número 11 para trasladar 500 hombres, incluyendo algunos del Regimiento de Granderos a Caballo. 
Continuó sirviendo como transporte en la campaña del Perú hasta 1821. Finalmente su mal estado obligó a que fuera desarmada y vendida como leña por Bouchard a mediados de 1822 en Valparaíso.